# Anne Reid
Anne Reid (* 28. Mai 1935 in Newcastle upon Tyne) ist eine britische Theater- und Filmschauspielerin.

## Leben
Anne Reid wurde in London an der Royal Academy of Dramatic Art zur Schauspielerin ausgebildet. Ab Mitte der 1950er Jahre war sie als Schauspielerin im britischen Fernsehen zu sehen. Ab 1961 wurde sie landesweit bekannt als Valerie Tatlock in der Seifenoper Coronation Street. Die nächsten Jahre hatte sie zahlreiche Auftritte in TV-Serienfolgen.
Für die Hauptrolle der May in Die Mutter – The Mother (2003) wurde sie für den BAFTA-Award, den Europäischen Filmpreis und den Chlotrudis Award nominiert. 2010 wurde sie zum Member des Order of the British Empire ernannt.

## Filmografie (Auswahl)
- 1961–1971: Coronation Street (Fernsehserie, 365 Folgen)
- 1979–1980: The Mallens (Fernsehserie, 4 Folgen)
- 1985: The Practice (Fernsehserie, 4 Folgen)
- 1989: Doctor Who (Fernsehserie, 4 Folgen)
- 1998–2000: Dinnerladies (Fernsehserie, 15 Folgen)
- 2000: Liam
- 2003: Die Mutter – The Mother (The Mother)
- 2003: Inspector Barnaby (Midsomer Murders) (Fernsehserie, Folge 6x04: Das Haus des Satans (A Tale Of Two Hamlets))
- 2004–2006: Life Begins (Fernsehserie, 16 Folgen)
- 2005: Bleak House (Fernsehserie, 9 Folgen)
- 2007: Hot Fuzz – Zwei abgewichste Profis (Hot Fuzz)
- 2007: Agatha Christie’s Marple (Fernsehserie, 1 Folge)
- 2010: New Tricks – Die Krimispezialisten (New Tricks, Fernsehserie, 1 Folge)
- 2010–2012: Rückkehr ins Haus am Eaton Place (Upstairs – Downstairs, Fernsehserie, 9 Folgen)
- 2011: Doc Martin (Fernsehserie, 1 Folge)
- 2012: Song for Marion
- 2012–2020: Last Tango in Halifax (Fernsehserie, 24 Stunden)
- 2013: Vorhang (Curtain: Poirot’s Last Case)
- 2013: Believe
- 2017: Romans – Dämonen der Vergangenheit (Romans)
- 2017: Schneemann (The Snowman)
- 2018–2019: Hold the Sunset (Fernsehserie, 12 Folgen)
- 2019: The Aeronauts
- 2019: Years and Years (Miniserie, 6 Folgen)
- 2021: S.A.S. Red Notice (SAS: Red Notice)
- 2023: Drei Gänge und ein Todesfall (The Trouble with Jessica)